# Porcelette
Porcelette és un municipi francès, situat al departament del Mosel·la i a la regió del Gran Est. L'any 2007 tenia 2.468 habitants.

## Demografia

### Població
El 2007 la població de fet de Porcelette era de 2.468 persones. Hi havia 984 famílies, de les quals 204 eren unipersonals (84 homes vivint sols i 120 dones vivint soles), 352 parelles sense fills, 364 parelles amb fills i 64 famílies monoparentals amb fills.
La població ha evolucionat segons el següent gràfic:
Habitants censats

### Habitatges
El 2007 hi havia 1.020 habitatges, 986 eren l'habitatge principal de la família, 4 eren segones residències i 30 estaven desocupats. 883 eren cases i 136 eren apartaments. Dels 986 habitatges principals, 839 estaven ocupats pels seus propietaris, 136 estaven llogats i ocupats pels llogaters i 11 estaven cedits a títol gratuït; 3 tenien una cambra, 15 en tenien dues, 93 en tenien tres, 171 en tenien quatre i 705 en tenien cinc o més. 918 habitatges disposaven pel capbaix d'una plaça de pàrquing. A 373 habitatges hi havia un automòbil i a 545 n'hi havia dos o més.

### Piràmide de població
La piràmide de població per edats i sexe el 2009 era:
| Homes | Edats   | Dones |
| ----- | ------- | ----- |
| 0     | 95 o +  | 0     |
| 0     | 90 a 94 | 8     |
| 0     | 85 a 89 | 12    |
| 20    | 80 a 84 | 16    |
| 16    | 75 a 79 | 12    |
| 64    | 70 a 74 | 80    |
| 28    | 65 a 69 | 80    |
| 44    | 60 a 64 | 68    |
| 52    | 55 a 59 | 48    |
| 80    | 50 a 54 | 72    |
| 108   | 45 a 49 | 120   |
| 116   | 40 a 44 | 104   |
| 112   | 35 a 39 | 112   |
| 96    | 30 a 34 | 108   |
| 65    | 25 a 29 | 36    |
| 80    | 20 a 24 | 48    |
| 92    | 15 a 19 | 88    |
| 80    | 10 a 14 | 92    |
| 104   | 5 a 9   | 84    |
| 64    | 0 a 4   | 48    |

## Economia
El 2007 la població en edat de treballar era de 1.680 persones, 1.163 eren actives i 517 eren inactives. De les 1.163 persones actives 1.080 estaven ocupades (586 homes i 494 dones) i 83 estaven aturades (31 homes i 52 dones). De les 517 persones inactives 172 estaven jubilades, 162 estaven estudiant i 183 estaven classificades com a «altres inactius».

### Ingressos
El 2009 a Porcelette hi havia 1.018 unitats fiscals que integraven 2.576,5 persones, la mediana anual d'ingressos fiscals per persona era de 19.679 €.

### Activitats econòmiques
Dels 82 establiments que hi havia el 2007, 3 eren d'empreses alimentàries, 4 d'empreses de fabricació d'altres productes industrials, 12 d'empreses de construcció, 19 d'empreses de comerç i reparació d'automòbils, 4 d'empreses de transport, 4 d'empreses d'hostatgeria i restauració, 1 d'una empresa d'informació i comunicació, 2 d'empreses financeres, 7 d'empreses immobiliàries, 6 d'empreses de serveis, 13 d'entitats de l'administració pública i 7 d'empreses classificades com a «altres activitats de serveis».
Dels 19 establiments de servei als particulars que hi havia el 2009, 1 era una oficina de correu, 1 una oficina bancària, 3 tallers de reparació d'automòbils i de material agrícola, 3 paletes, 2 guixaires pintors, 1 fusteria, 2 lampisteries, 2 perruqueries, 3 restaurants i 1 saló de bellesa.
Dels 4 establiments comercials que hi havia el 2009, 2 eren fleques, 1 una fleca i 1 una joieria.
L'any 2000 a Porcelette hi havia 5 explotacions agrícoles.

## Equipaments sanitaris i escolars
L'únic equipament sanitari que hi havia el 2009 era un centre de salut.
El 2009 hi havia 1 escola maternal i 1 escola elemental.

## Poblacions més properes
El següent diagrama mostra les poblacions més properes.